# Чарли Сейнт Клауд
„Чарли Сейнт Клауд“ (на английски: Charlie St. Cloud) е щатска свръхестествена драма от 2010 г., базиран на романа „Животът и смъртта на Чарли Сейнт Клауд“ от Бен Шерууд, публикуван през 2004 г. от „Бантаам Букс“. Филмът е режисиран от Бър Стиърс и в него участват Зак Ефрон и Аманда Крю. Пуснат е в Съединените щати на 30 юли 2010 г. и е критичен и комерсиален успех.

## Актьорски състав
| Актьор         | Роля                        |
| -------------- | --------------------------- |
| Зак Ефрон      | Чарли Сейнт Клауд           |
| Чарли Тахан    | Сам Сейнт Клауд             |
| Аманда Крю     | Тес Карол                   |
| Ким Бейсингър  | Клеър Сейнт Клауд           |
| Рей Лиота      | Флорио Ференте              |
| Август Прю     | Алистър Ули                 |
| Донал Лоуг     | Тинк Уедърби                |
| Теган Мос      | Синди                       |
| Дейв Франко    | Тимъти Патрик Съливан       |
| Крис Масолиа   | Старият Сам                 |
| Брена О'Брайън | Касиер в магазин за играчки |

## В България
В България филмът е излъчен по „Нова телевизия“ на 12 юли 2014 г. в събота от 17:00 ч.
На 2 май 2018 г. се излъчва по каналите на „БТВ Медиа Груп“.
Дублажи
| Озвучаващи артисти  | Даниела Сладунова Даниела Йорданова Силвия Русинова Николай Николов Здравко Методиев Христо Узунов |
| Преводач            | Саша Добрева                                                                                       |
| Тонрежисьор         | Цветомир Цветков                                                                                   |
| Режисьор на дублажа | Димитър Кръстев                                                                                    |

| Озвучаващи артисти  | Таня Димитрова Татяна Захова Светломир Радев Георги Стоянов Николай Николов |
| Преводач            | Вилма Карталска                                                             |
| Тонрежисьор         | Александър Тодоров                                                          |
| Режисьор на дублажа | Милена Манчева                                                              |